# Itilleq
Itilleq (o Itivdleq) è un piccolo villaggio della Groenlandia di 112 abitanti (2010). Fu fondato nel 1847 su un'isoletta diversa da quella attuale, ma più tardi fu spostato dov'è oggi; fino a qualche anno fa l'acqua dolce veniva fatta arrivare dalla costa groenlandese, ma ora è stato costruito un depuratore che trasforma l'acqua salata del mare in dolce, in modo che si possa berla. Si trova a 66°35'N 53°30'O; appartiene al comune di Qeqqata.